# Peter Ackermann
Peter Ackermann (ur. 31 stycznia 1934 w Jenie; zm. 20 lutego 2007 w Valecchie) – niemiecki malarz i grafik. Uczeń surrealisty Maca Zimmermanna. Jest przedstawicielem realizmu magicznego. Jego prace malarskie i graficzne w większości przedstawiają puste pejzaże, obrazujące samotność człowieka. W latach 1956–1962 studiował techniki malarskie i akwaforty  w Hochschule für Bildende Kunst w Berlinie.